# Белешке из велике земље
Белешке из велике земље (енгл. Notes from a Big Country) — (УК) и (I'm a Stranger Here Myself) — (САД) је књига чији је аутор амерички писац Бил Брајсон. Дело представља збирку чланака које је Брајсон писао за британске новине „Д'Мејл он Сандеј“ о свом путовањима кроз Сједињене Државе. Књига је издата 1999. године са различитим називима за британско и америчко тржиште.